# Maprounea guianensis
Espèce
Statut de conservation UICN

 LC  : Préoccupation mineure
Classification APG III (2009)
Maprounea guianensis est une espèce de plantes à fleurs de la famille des Euphorbiaceae (famille du ricin). C'est un arbuste néotropical.
Il est connu en Guyane sous les noms de Radié chancre (créole), Ka'akɨ, Yalakasilo, Yalakasila (Wayãpi), Idurasβeiti (Palikur), Aye wiwii (Aluku), Vaquinha (portugais).

## Description
Maprounea guianensis est un arbre petit à moyen, à bois dur, haut de 3 à 10 mètres. Ses feuilles sont elliptiques à ovales avec un apex aigu à acuminé, portant 0, 1 ou 2 paires de glandes à la base de la face abaxiale. On compte (1) 2 ou 3 fleurs pistillées par inflorescence. Les inflorescences staminée ont un contour oblong-elliptique, plus long que large. Les fruits sont des capsules longues de 4–6(–8) millimètres.
Notons que Maprounea guianensis change de phénotype sous l'effet du stress hydrique

## Répartition
On rencontre Maprounea guianensis du Panama au Brésil en passant par la Colombie, le Venezuela, Trinidad, le Guyana, le Suriname, la Guyane, l'Équateur, le Pérou et la Bolivie. Il croît dans les forêts sempervirentes de plaine ou de basse montagne, souvent dans les habitats ripicoles ou perturbés, depuis le niveau de la mer jusqu'à 900 m d'altitude. Il est commun en Guyane sur la côte dans les lisières de savane et les forêts secondaires, et plus rare dans l'intérieur.

## Utilisations
En Guyane, Maprounea guianensis sert à préparer un remède Créole pour soigner les chancres vénériens et les boutons sur les jambes. Les Wayãpi en tirent un antidiarrhéique. Il favorise la cicatrisation l'ombilic des nouveau-nés chez les Palikur. Il sert aussi à soigner les coupures et pour la toilette intime des femmes Aluku. On l'utilise pour soigner les plaies et apaiser les démangeaisons chez les Amérindiens du nord-ouest du Guyana.
On a découvert à Maprounea guianensis des vertus antiparasitaires nématicides sur Haemonchus contortus
Maprounea guianensis a fait l'objet de plusieurs études biochimiques,,.

## Histoire naturelle
En 1775, le botaniste Aublet propose la diagnose suivante : 
« MAPROUNEA Guianenſis. (Tabula 342.) 

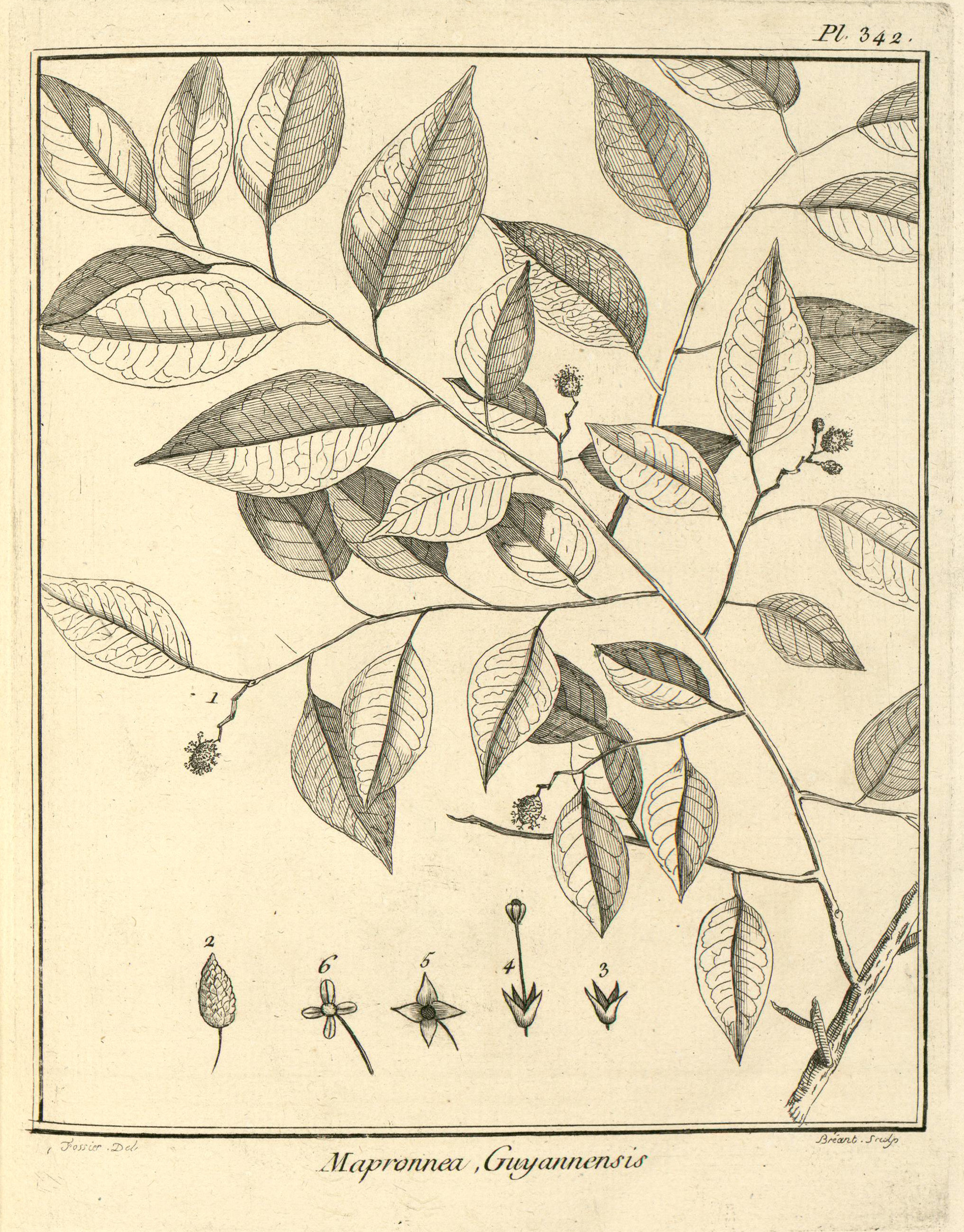
Maprounea guianensis par Aublet (1775) Planche 342.
L'on a repréſenté un rameau de grandeur naturelle. L'on a groſſi ſes fleurs & les parties ſéparées. - 1. Axe qui porte les fleurs. - 2. Cône de fleurs. - 3. Calice. - 4. Fleur. - 5. Calice ouvert. - 6. étamines.

Frutex octo-pedalis, ramoſus ; ramis & ramulis alternis, flexuoſis. Folia alterna, ovata, acuta, glabra, integerrima, petiolata, decidua, ſupernè viridia, infernè pallide virentia. Flores terminales, in capitulum ſubrotundum congeſti ; inferiores primo expanduntur, deinde casteri ſenſim accreſcunt 5 pedunculus communis elongatur, & in angulos incurvatur, ità ut appareat ſingulum angulum florem unum ſuſtinuiſſe. Quandoque ex angulo prodit pedicellus, capitulum minus floriferum proferens. 
Florebat Decembri. 

Habitat Caiennæ in pratis præcdii Loyola. »

« LE MAPROUNIER de la Guiane. (PLANCHE 342.)
Cet arbre s'élève de ſept à huit pieds, ſur ſept à huit pouces & diamètre. Son écorce eſt liſſe, griſâtre. Son bois eſt blanchâtre & peu compacte. À meſure que le tronc ſe prolonge, il pouſſe des branches flexibles, chargées de rameaux alternes ; ils ſont garnis de feuilles entières, alternes, liſſes, ovales, terminées par une pointe. Leur pédicule eſt long & grêle. Elles ſont vertes en deſſus, plus pâles en deſſous, placées à l'extrémité des branches & des rameaux. On trouvé ſouvent des petits cônes en forme de chaton, ovoïdes, compoſés de pluſieurs fleurs entaſſées les unes contre les autres : celles du bas épanouiſſent les premières ; elles paroiſſent en cet état, portées ſur un court pédoncule. Leur calice eſt d'une ſeule pièce, diviſé en quatre parties égales, oblongues, & aiguës, de couleur verdâtre. Du milieu du calice s'élève un filet qui porte à ſon ſommet quatre anthères droites, placées autour d'un disque charnu & jaunâtre. Elles ſont à deux bourſes marquées par un ſillon à leur face intérieure ; les fleurs tombent peu après leur épanouiſſement. L'axe qui les ſoutient s'allonge & paroit courbe en zic zac, dont chaque angle portoit une fleur. Quelquefois au lieu d'une ſeule fleur, il part d'un des angles, un chaton de fleurs. 
Je n'ai jamais trouvé d'autres fleurs ſur cet arbre, quelque recherche que j'aie faire ſur pluſieurs pieds qui étoient dans le même terrein. J'ai tout lieu de préſumer que les fleurs femelles croiſſent ſur un autre individu. 
Cet arbre vient dans l'île de Caïenne, dans les prairies de Loyola. 
II étoit en fleur dans le mois de Décembre. 
J'ai obſervé qu'il perdoit ſes feuilles, & qu'il en pouſſoit de nouvelles chaque année. »

— Fusée-Aublet, 1775.

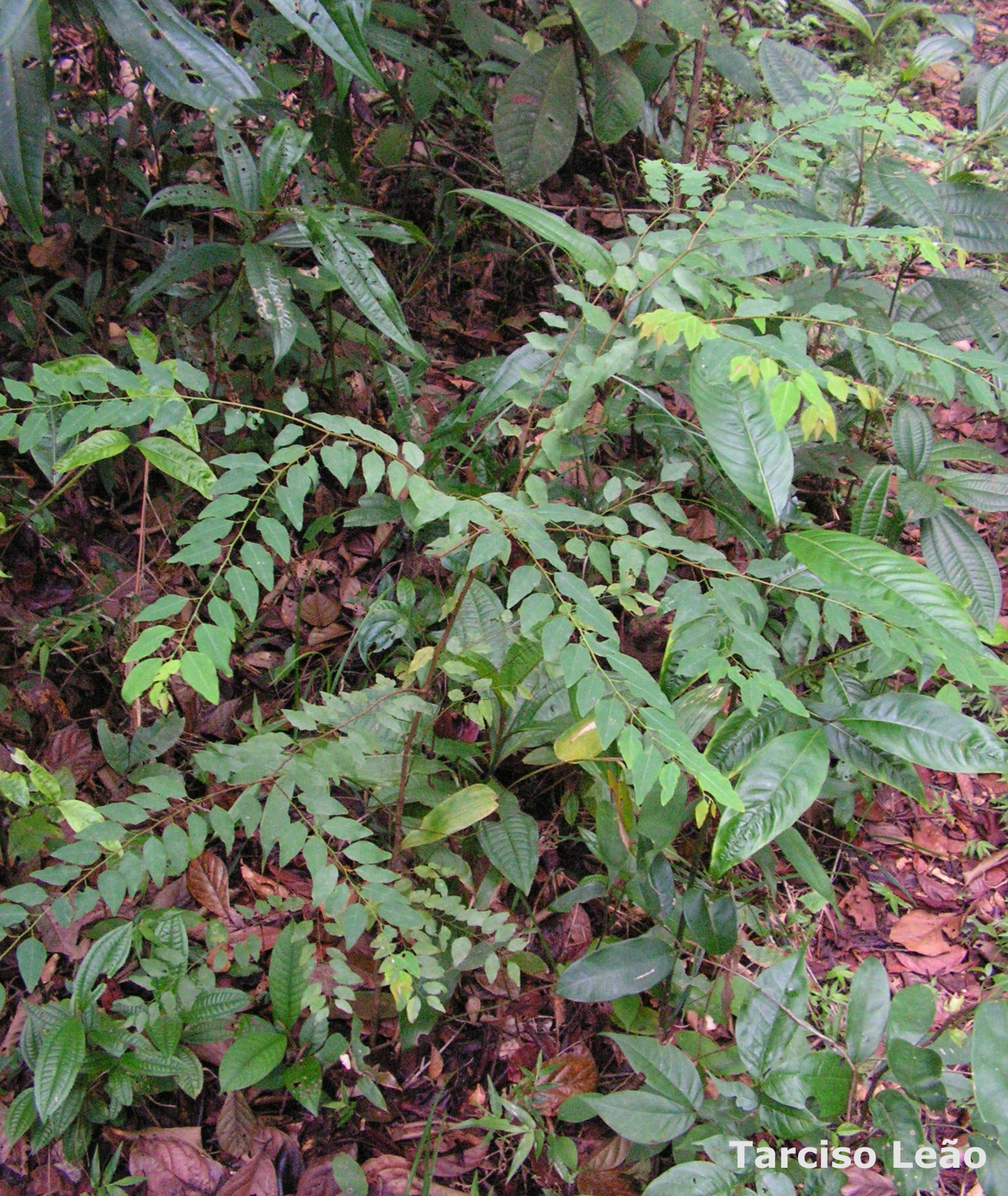
Jeune pied de Maprounea guianensis
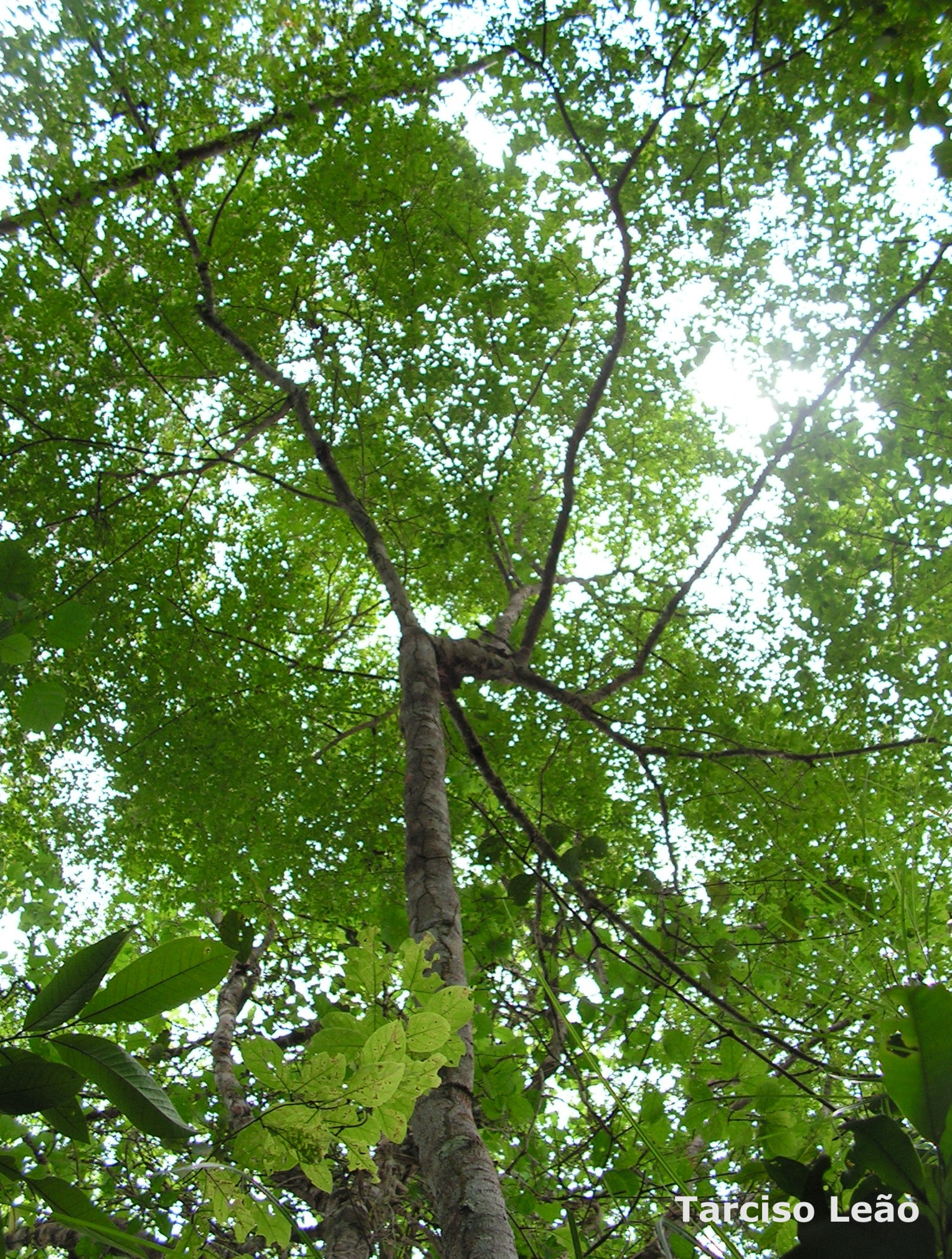
Houppier de Maprounea guianensis
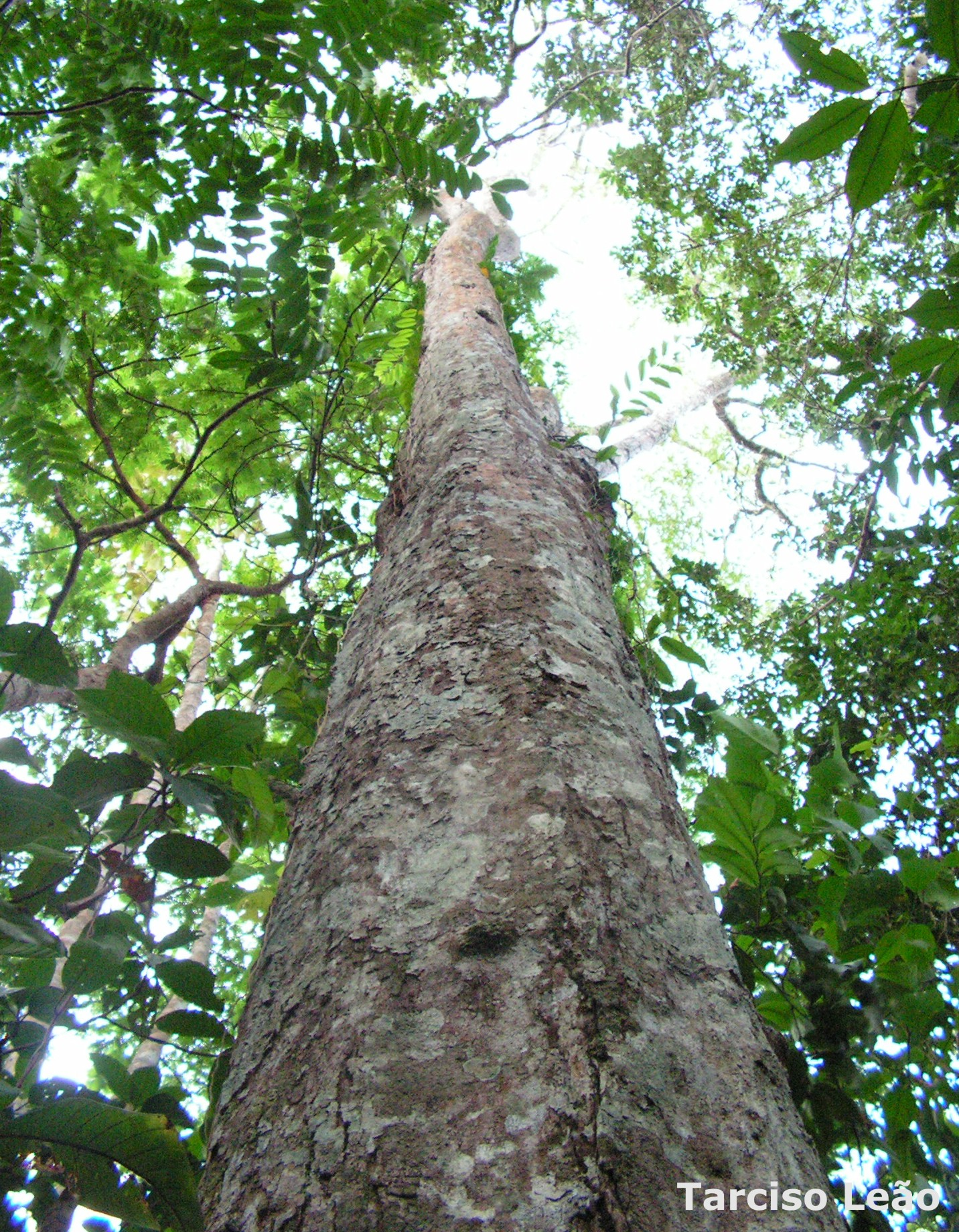
Tronc de Maprounea guianensis
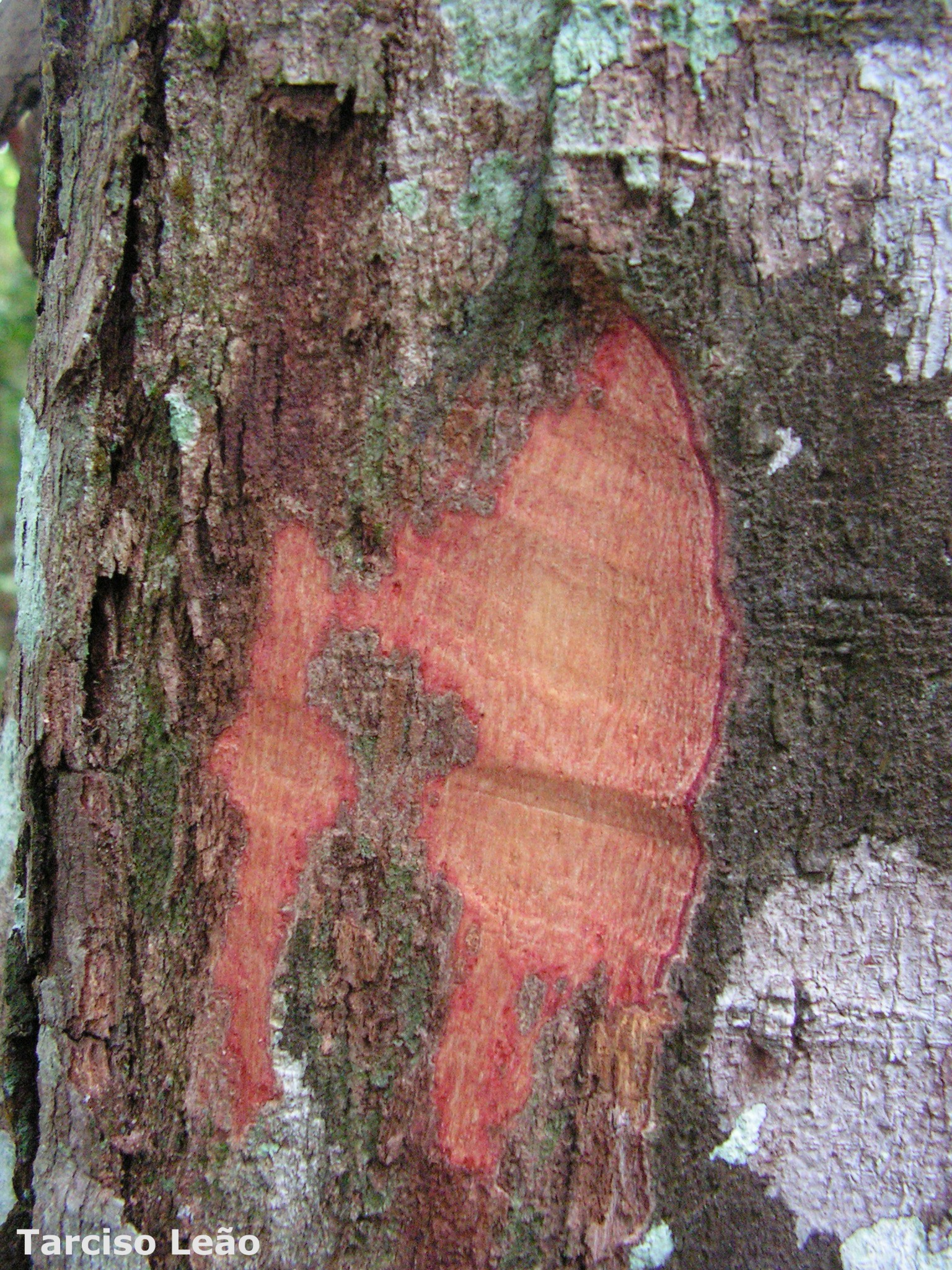
Ecorce de Maprounea guianensis
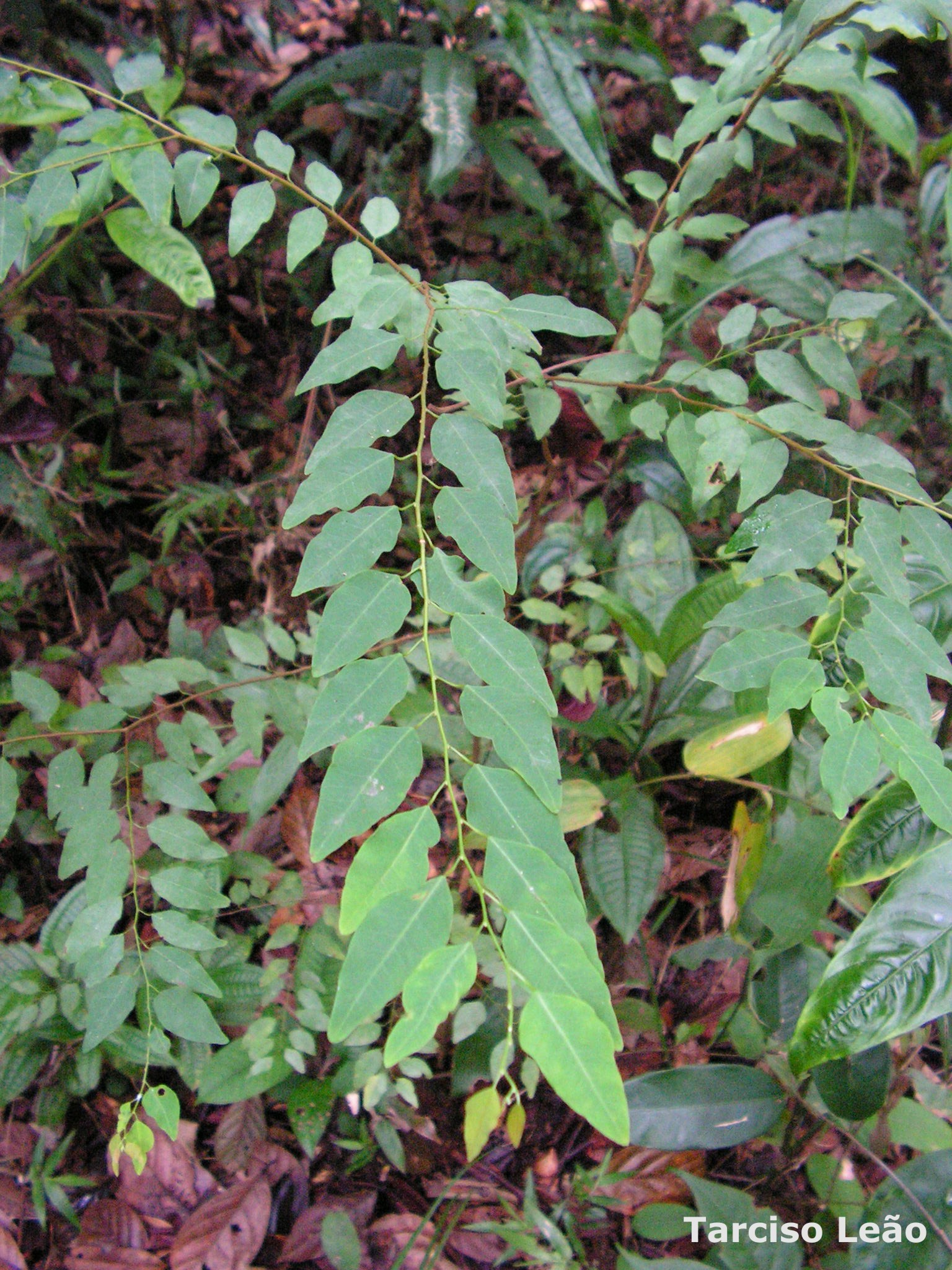
Rameau feuillé de Maprounea guianensis
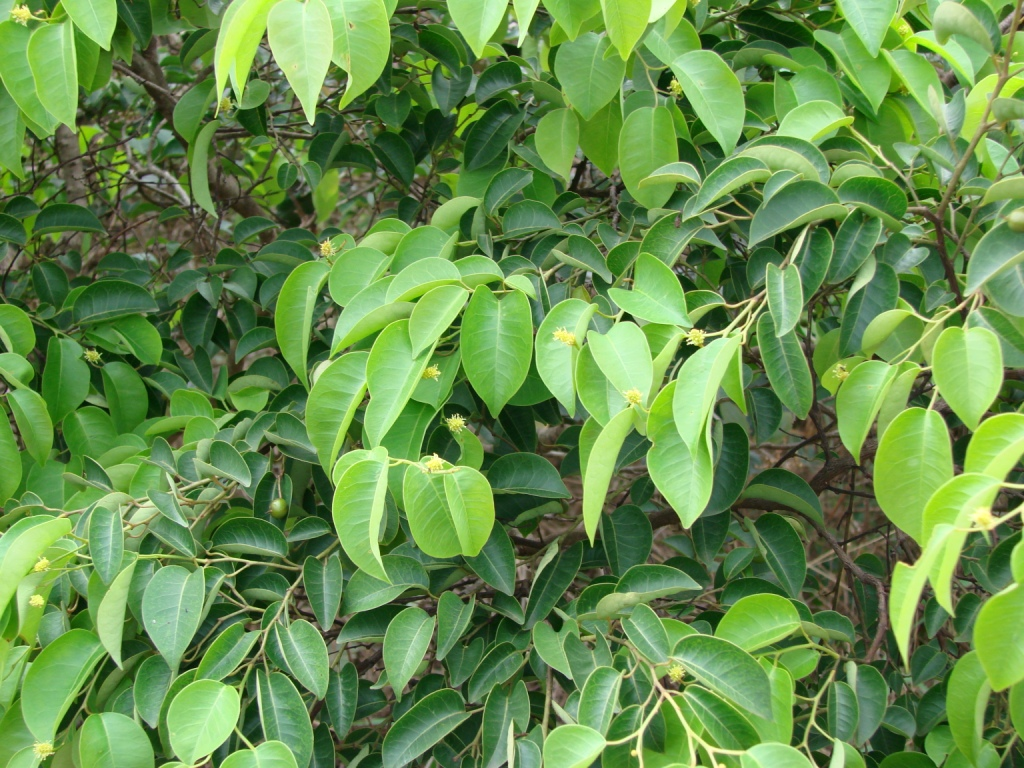
Branches fleuries de Maprounea guianensis
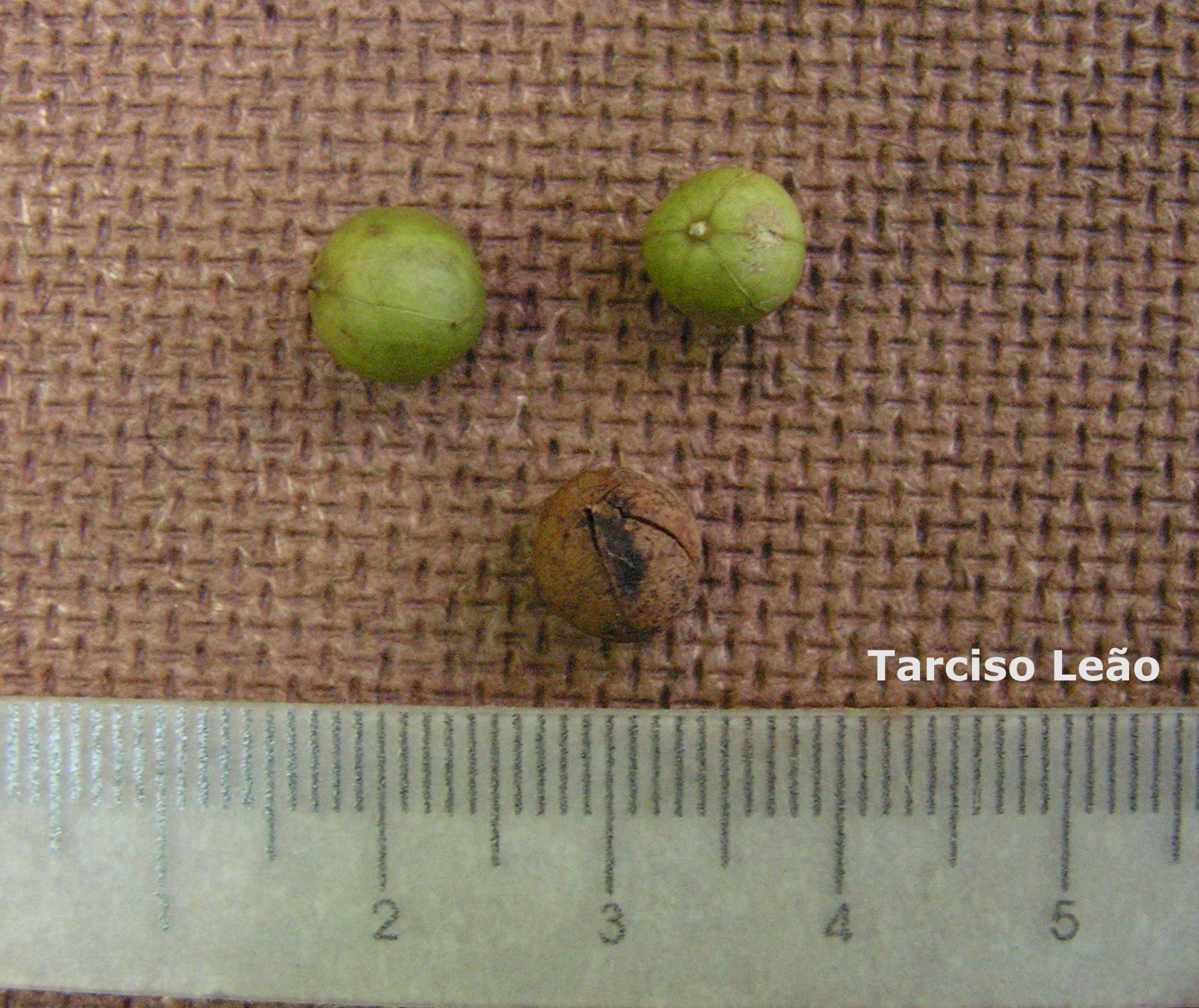
Fruits de Maprounea guianensis
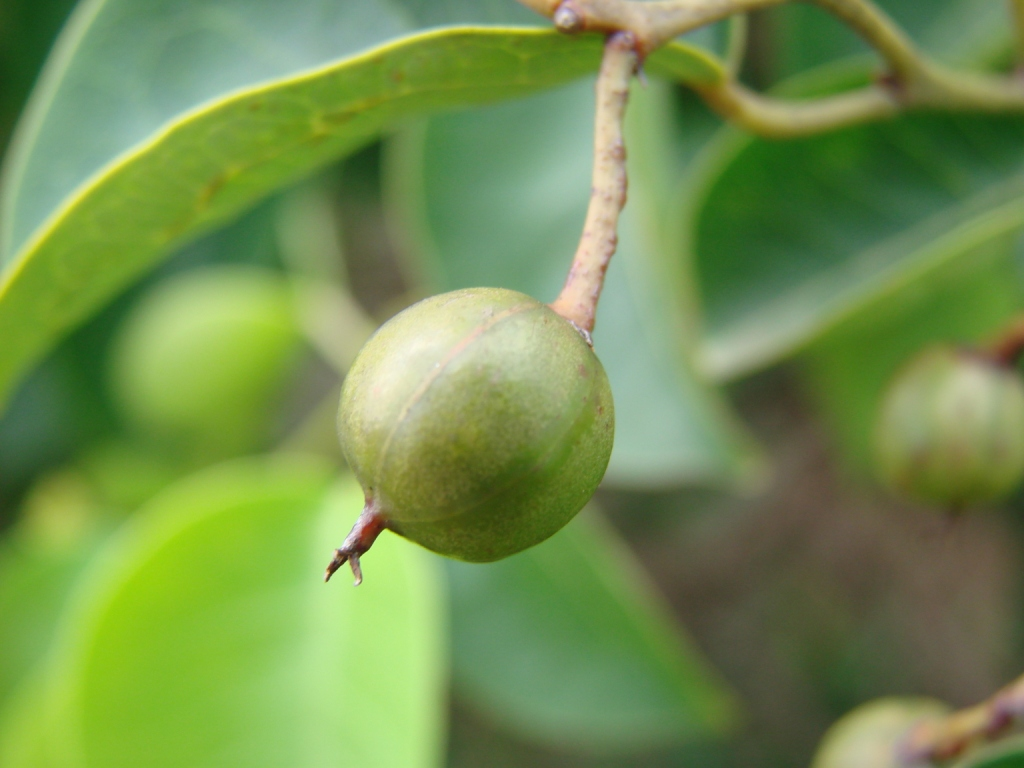
Fruit de Maprounea guianensis
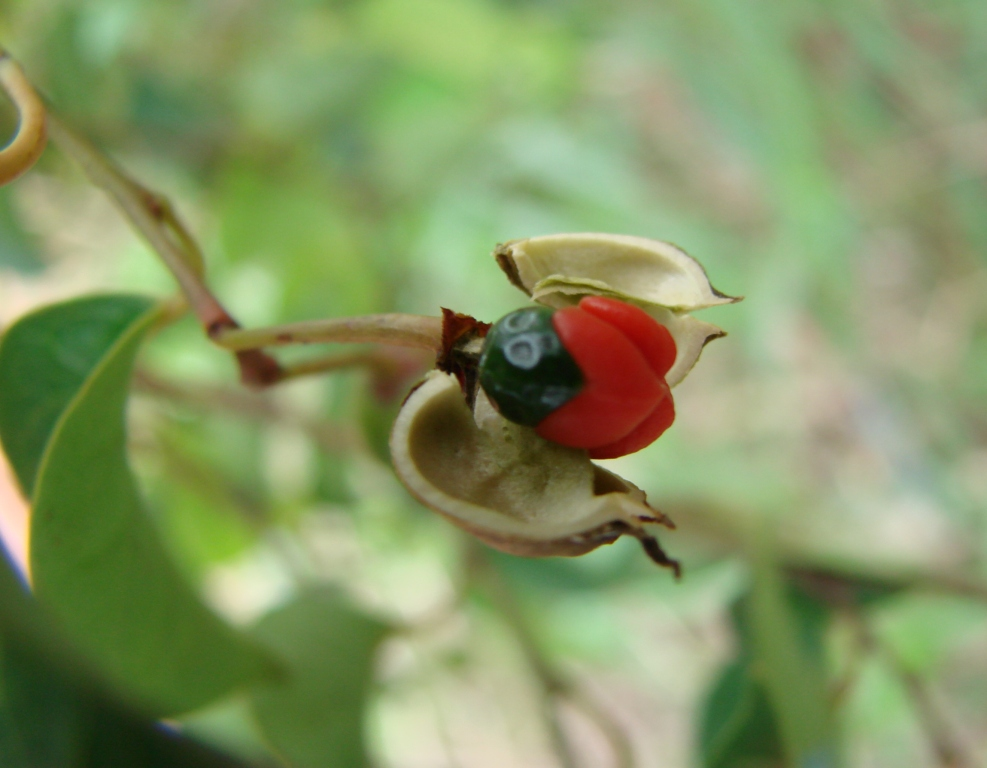
Fruit ouvert de Maprounea guianensis
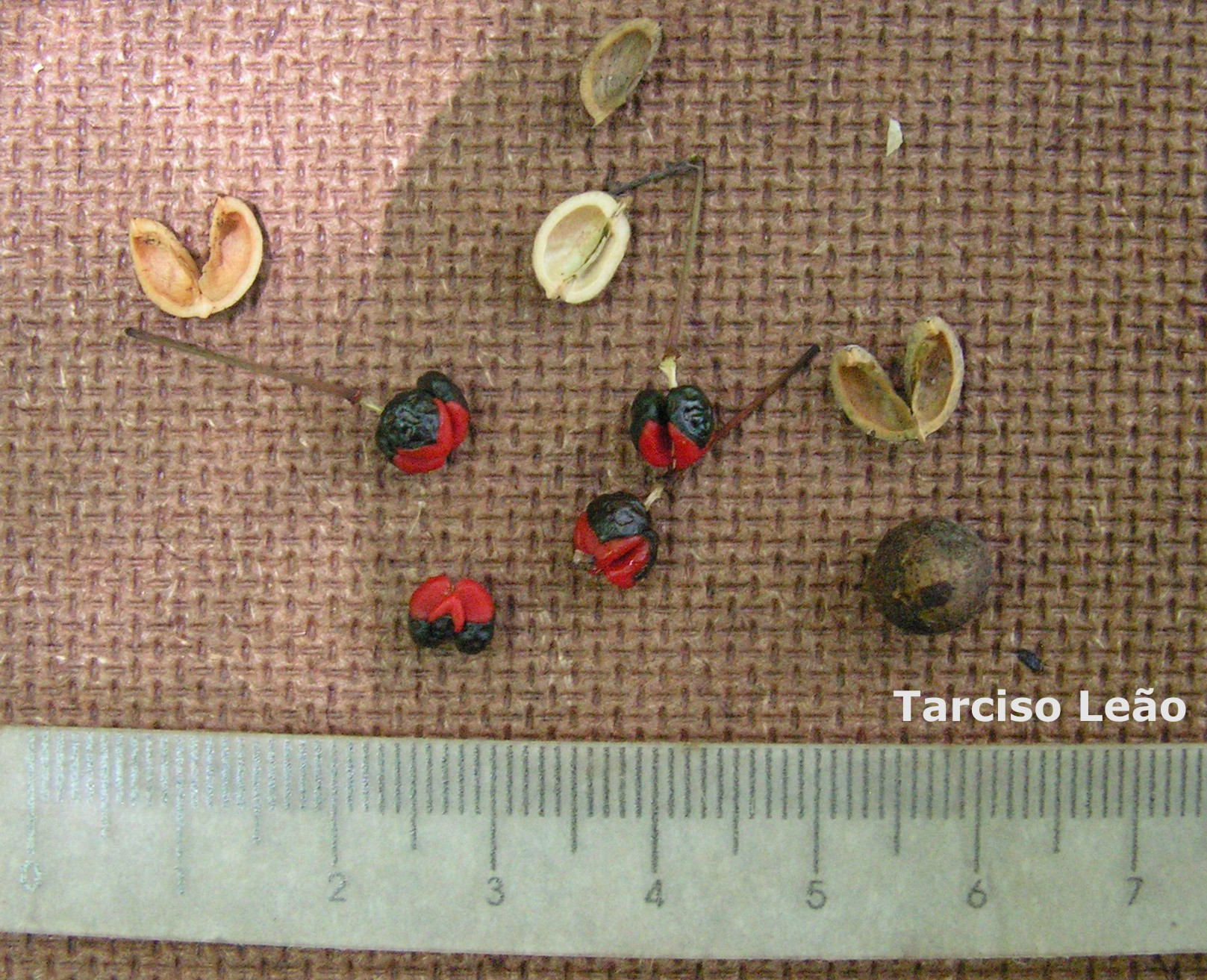
Fruits et graines de Maprounea guianensis